# Friend of a Friend (singolo)
Friend of a Friend è un singolo del gruppo musicale ceco Lake Malawi, pubblicato il 7 gennaio 2019 su etichetta discografica Holidays Forever. Il brano è stato scritto e composto da Jan Steinsdoerfer, Maciej Mikolaj Trybulec e Albert Černý.
Con questo brano i Lake Malawi hanno partecipato a Eurovision Song CZ, il programma di selezione per la ricerca del rappresentante ceco all'Eurovision Song Contest 2019. Durante la trasmissione del programma il 28 gennaio 2019 è stato annunciato che hanno vinto il voto della giuria internazionale e sono arrivati secondi in quello del pubblico, risultando i preferiti su otto partecipanti e garantendosi la possibilità di rappresentare il loro paese all'Eurovision in Israele. Dopo essersi qualificati dalla prima semifinale del 14 maggio, si sono esibiti per terzi nella finale del 18 maggio successivo. Qui si sono classificati all'11º posto su 26 partecipanti con 157 punti totalizzati, di cui 7 dal televoto e 150 dalle giurie. Sono risultati i più popolari fra i giurati di Georgia, Norvegia, Slovenia e Ungheria.

## Tracce
Download digitale
1. Friend of a Friend – 2:52

## Classifiche
| Classifica (2019) | Posizione massima |
| ----------------- | ----------------- |
| Islanda           | 27                |
| Lituania          | 13                |
| Repubblica Ceca   | 92                |
| Svezia            | 86                |